# ریاضیات کاربردی

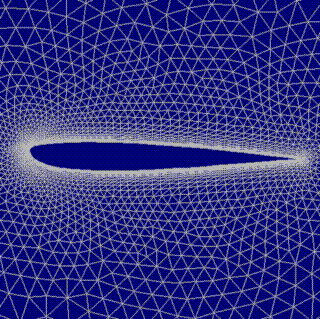
مدل ریاضیات کاربردی در زندگی

ریاضیات کاربردی (به انگلیسی: Applied mathematics) شاخه‌ای از ریاضیات است که از یک سو به کاربرد ریاضیات در رشته‌های دیگر (مدل) می‌پردازد، و از سوی دیگر سعی دارد مبانی نظری ریاضیات محض را به مبانی عملی نزدیک‌تر کند و به عنوان پلی بین ریاضیات محض و علوم کاربردی عمل کند. از زمینه‌های مختلف آن، می‌توان به آنالیز عددی، نظریهٔ معادلات دیفرانسیل، بهینه‌سازی، نظریه اطلاعات، نظریه بازی‌ها و فیزیک ریاضی اشاره کرد.
معمولاً به واسطهٔ مدل‌های ریاضی‌ست که ریاضیّات را به زمینه‌های دیگر اعمال می‌کنند. به عنوان زیر شاخه‌های مهم ریاضیّات کاربردی، می‌شود از تحقیق در عملیات، دینامیک سیّالات، نسبیّت عددی و معادلات ماکسول نام برد. همچنین بخش‌های مهمی از مباحث مربوط به علوم کامپیوتر و آمار و احتمال نیز در این شاخه مورد بحث قرار می‌گیرند. بخش عظیمی از ریاضیات گسسته نیز در ارتباط تنگاتنگ با بخش‌هایی از ریاضیات کاربردی است.
در بعد آموزش دانشگاهی در ایران روش آموزش ریاضیات کاربردی در ایران در دانشگاه‌ها تفاوت‌های زیادی دارد و معمولاً بر مبنای قدرت هیئت علمی و زمینهٔ تخصصی به یکی از گرایش‌های مرتبط با ریاضیات محض، علوم کامپیوتر، مهندسی صنایع، مدیریت و اقتصاد و آمار نزدیک می‌شود. عموماً سر فصل دروس ریاضی کاربردی در بیشتر دانشگاه‌ها هستهٔ اصلی دروس این شاخه‌ها را شامل می‌شود و بر اساس علاقه و نیاز دانشجویان و امکانات علمی دانشگاه دانشجویان می‌توانند در یکی از شاخه‌های مرتبط آموزش ببینند.
ریاضی کاربردی واسطهٔ ریاضیات محض و مدل‌سازی ریاضی با رشته‌های مهندسی (به‌طور خاص در زمینه محاسبات مهندسی، هوش مصنوعی، خمش تیرها، طراحی قطعات مهندسی و ابزار دقیق با تحلیل تنش و کرنش، بررسی ویژگی‌های نانومواد و نانوکامپوزیت‌ها و مواد به صورت تابعی درجه‌بندی شده، برنامه‌ریزی حمل و نقل، تحلیل فرایندهای شکست و خوردگی در مواد)، رشته‌های مدیریت (برنامه‌ریزی ریاضی، طرح‌ریزی بهینه)، اقتصاد (اقتصاد ریاضی، تحلیل داده‌های مالی، پیش‌بینی بازار)، جغرافیا (تحلیل داده‌های کلان اقلیمی در پیش‌بینی و برنامه‌ریزی هوشمند در کشاورزی) و پزشکی (تعیین زمان جذب یک دارو، تعیین مدل ریاضی رگ‌ها برای ساخت میکروماشین‌ها و کاربرد در دارورسانی هدفمند در بدن، تحلیل روند رشد سلول‌های سرطانی و مدل‌سازی ریاضی مربوطه و …) است. پیش‌بینی می‌شود که داده‌های بزرگ نقش مهمی در شکل‌دهی طراحی مواد، محصولات، سیستم‌ها، ابداعاتی در صنایع سنگین، مهندسی محیط زیست و ژنوم‌ها ایفا کند.